# San Benedetto in Perillis
San Benedetto in Perillis är en ort och kommun i provinsen L'Aquila i regionen Abruzzo i Italien. Kommunen hade 105 invånare (2018).